# Holoniv, Horohiv
Holoniv (în ucraineană Холонів) este localitatea de reședință a comunei Holoniv din raionul Horohiv, regiunea Volînia, Ucraina.

## Demografie
Componența lingvistică a localității Holoniv
     Ucraineană (98,94%)
     Alte limbi (0,59%)
Conform recensământului din 2001, majoritatea populației localității Holoniv era vorbitoare de ucraineană (98,94%), existând în minoritate și vorbitori de alte limbi.